# It's You (Super Junior)
너라고 (It's You) è un brano musicale della boy band sudcoreana Super Junior, pubblicato come singolo estratto dall'album Sorry, Sorry l'11 maggio 2009. Il video musicale prodotto per il brano è stato diretto da Soo-Hyun Cho e filmato in uno studio a Ilsan, nella Corea del Sud a fine aprile 2009.

## Tracce
Download digitale
1. 너라고 (It's You) - 3:51
2. 그녀는 위험해 (She Wants It) "She's Dangerous (She Wants It) - 3:55
3. 사랑이 죽는 병 (Love Disease) "Dying Love (Love Disease) - 3:30
4. 첫번째 이야기 (Love U More) "The First Story (Love U More) - 3:08